# Giải cứu tướng gia
Giải cứu tướng gia (tên gốc tiếng Hán: 忠烈楊家將) là một bộ phim điện ảnh kể về Dương gia tướng được đạo diễn Vu Nhân Thái sản xuất năm 2012.

## Nội dung
Dương Thất Lang đánh lôi đài lỡ tay đánh chết con của Phan Nhân Mỹ. Khi quân Liêu kéo quân đánh vào biên cương, Phan Nhân Mỹ đã xin làm thống soái lĩnh binh dẹp quân Liêu, Dương Nghiệp dẫn quân tiên phong. Trong trận đánh với quân Liêu, Phan Nhân Mỹ dã quyết định rút quân về thủ thành bỏ mặc Dương Nghiệp bị bao vây và phải cố thủ trong thành Lưỡng Lang. Dương Gia thất tử được lệnh mẹ đi cứu cha, trong lúc giải nguy cho cha, họ đã lần lượt anh dũng hi sinh.

## Vai diễn
| Tên nhân vật    | Diễn viên       |
| --------------- | --------------- |
| Dương Nghiệp    | Trịnh Thiếu Thu |
| Xà Thái Quân    | Từ Phàm         |
| Dương Đại Lang  | Trịnh Y Kiện    |
| Dương Nhị Lang  | Vu Ba           |
| Dương Tam Lang  | Châu Du Dân     |
| Dương Tứ Lang   | Lý Thần         |
| Dương Ngũ Lang  | Lâm Phong       |
| Dương Lục Lang  | Ngô Tôn         |
| Dương Thất Lang | Phó Tân Bác     |
| Gia Luật Nguyên | Thiệu Binh      |
| Phan Nhân Mỹ    | Lương Gia Nhân  |
| Sài Quận Chúa   | An Dĩ Hiên      |